# Гаронна
Гаро́нна (фр. Garonne, лат. Garumna, окс. Garona) — річка у Франції та Іспанії. Починається в Піренеях (витік — на висоті 1872 м), впадає в Біскайську затоку Атлантичного океану.
У межах Піренеїв тече у вузькій, глибокій долині, має круті водоспади, нижче є типовою рівнинною річкою з добре розробленою долиною; ширина біля міста Бордо — до 500 м. Нижче за Бордо зливається з річкою Дордонь та утворює естуарій Жиронда завдовжки близько 75 км. Протяжність — 647 км, площа басейну 56 тисяч км² (разом з Дордонь — 84 811  км²).  Середня витрата води в гирлі близько 680 м³/сек. Живлення переважно дощове та за рахунок танення гірських снігів.
Судноплавна на 190 км (у тому числі до Бордо доступна для морських судів). Є частиною водної системи, що сполучає Біскайську  затоку з Середземним морем. 
На річці розташований історичний центр міста Бордо — Порт Луни, включений в список Всесвітньої спадщини ЮНЕСКО в 2007 році.

## Притоки
Основні притоки: Сав, Жер, Баїз, Ар'єж (з Піренеїв), Тарн, Ло.

## Каскад ГЕС
На річці є ряд водосховищ, ГЕС: ГЕС Гольфеш.